# 路易·德沃蒂
路易·德沃蒂（法語：Louis Devoti，1926年8月10日—），法国篮球运动员。他曾代表法国国家队参加1952年夏季奥运会男子篮球比赛，最终获得第八名。他也曾分别获得1949年和1951年欧洲篮球锦标赛的亚军和季军。